# Lucia Loffredo
Lucia Loffredo (Roma, 13 giugno 1976) è una conduttrice televisiva italiana.

## Biografia
Formatasi all'Accademia nazionale d'arte drammatica, dal biennio 1994-1995 inizia la carriera di attrice teatrale diretta da Paolo Perelli in Perelà, uomo di fumo e La cantatrice calva. Recita anche in Sogno di una notte di mezza estate, per la regia di Maurizio Panici.
Al cinema ha recitato nel film Volare (1999), diretto da Dario D'Ambrosi, e in Sandrine nella pioggia (2007), regia di Tonino Zangardi.
In televisione ha recitato ne Il capitano 2 con la regia di Vittorio Sindoni, in Nati ieri serie tv andata in onda tra il 2006 e il 2007, Butta la luna sempre con la regia di Vittorio Sindoni. Ha recitato in alcune soap opera: Sottocasa, e dal 2009 è nel cast ricorrente di CentoVetrine, con il ruolo di Pilar Kempes, e dallo stesso anno è nel cast anche di Un posto al sole. A CentoVetrine l'attrice rimane dal luglio 2009 fino all'aprile 2010.
Contemporaneamente alla carriera di attrice, svolge anche la professione di conduttrice televisiva: dall'ottobre 2009 conduce con Ivo Mej su LA7 il programma di tecnologia Innovation. Dal 9 giugno 2012 inizia a condurre il programma di giardinaggio L'erba del vicino, sempre su LA7. Nel 2013 è inviata nel programma Divieto di sosta su Rai 2; si iscrive quindi nel 2020 come giornalista professionista all'albo dell'ordine dei giornalisti del Lazio. Dal 2021 è una delle giornaliste inviate de La vita in diretta.

## Teatro
- Il marinaio, regia di Elena Vannoni (2001)
- Antigone, regia di Domenico Galasso (2002)
- La signora delle camelie, regia di Giancarlo Sepe (2003)
- Didone (2004)
- Girotondo Nightclub, regia di A. Santoro (2005)
- Teresa D'Avila (2005)
- Il saccheggio del palazzo, regia di Elena Vannoni (2005)
- Se la strada passasse, regia di Elena Vannoni (2006)
- Non si sa come (2006)
- Sogno di una notte di mezza estate, regia di Maurizio Panici (2007)
- La Versiliana (2007) - Festival

## Filmografia

### Cinema
- Volare, regia di Dario D'Ambrosi (1999)
- Nicola N., regia di G. Bova e A. Porcella – cortometraggio (1999)
- Per l'ultima volta, regia di Massimiliano Andrea Zanin – cortometraggio (2000)
- Sandrine nella pioggia, regia di Tonino Zangardi (2007)

### Televisione
- Sottocasa – serial TV (2006)
- Nati ieri – serie TV (2006-2007)
- Il capitano, regia di Vittorio Sindoni – miniserie TV (2007)
- Butta la luna, regia di Vittorio Sindoni – miniserie TV, 8 episodi (2009)
- CentoVetrine – serial TV (2009-2010)
- Un posto al sole – serial TV (2009)
- Occhio a quei due, regia di Carmine Elia – film TV (2009)
- Donna Detective regia di Fabrizio Costa – miniserie TV
- Capri 3 – serie TV

## Programmi televisivi
- Innovation (La7, 2009-2012), conduttrice
- L'erba del vicino (La7, 2012), conduttrice
- Divieto di sosta (Rai 2, 2013), inviata
- La vita in diretta (Rai 1, dal 2021), inviata